# Jeremiah S. Black
Jeremiah Sullivan Black (Stony Creek, 10 gennaio 1810 – York, 19 agosto 1883) è stato un politico, avvocato e statistico statunitense.

## Biografia
Fu il ventitreesimo segretario di Stato degli Stati Uniti durante la presidenza di James Buchanan (15º presidente). Figlio di Henry Black fu padre dello scrittore Chauncey Forward Black